# Nowy Dziennik (Kraków)
Nowy Dziennik – polskojęzyczna gazeta żydowska wydawana w Krakowie w latach 1918–1939.

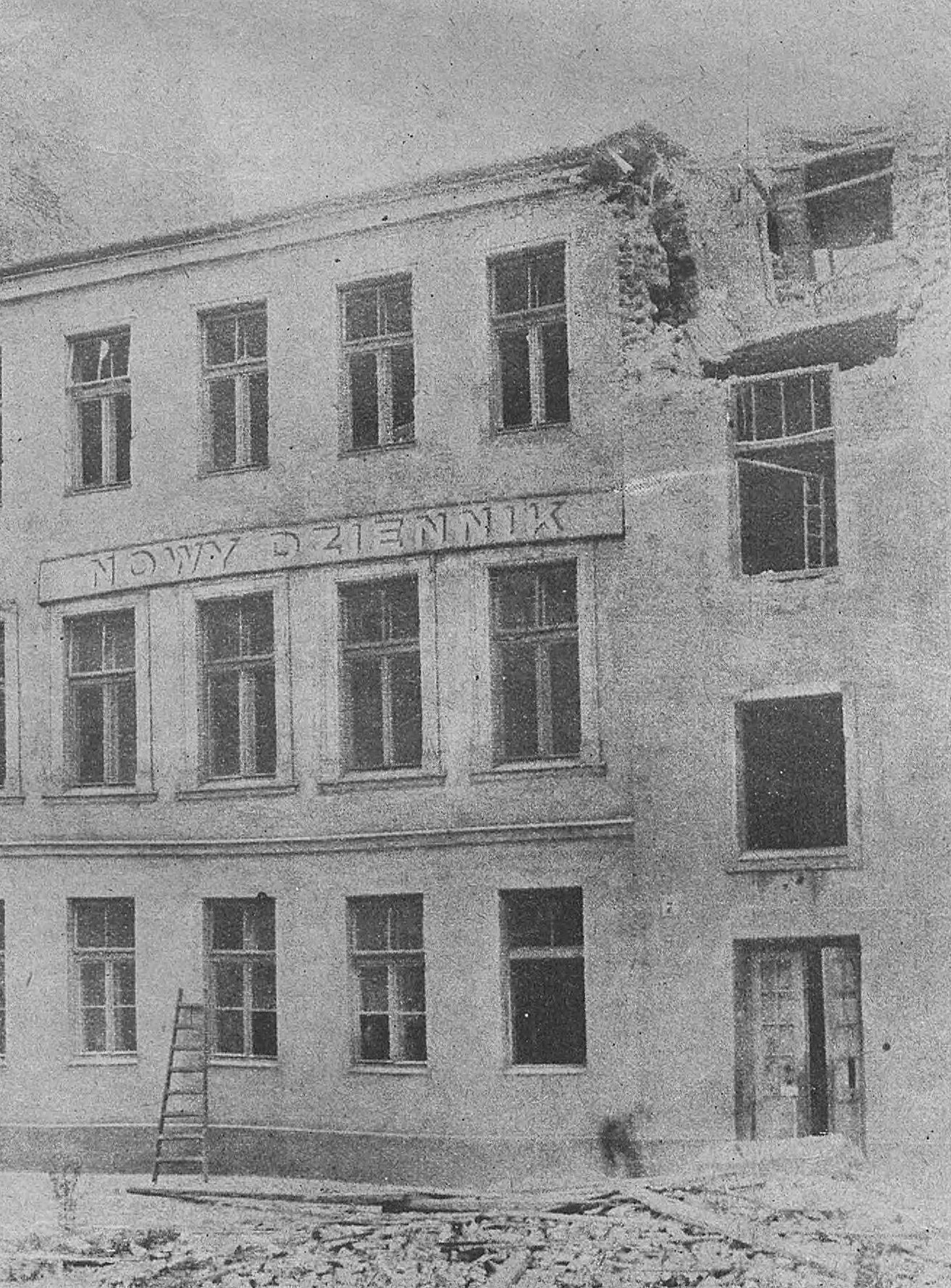
Siedziba redakcji „Nowego Dziennika” po ekspolozji w 1923

## Historia
Jest to najstarszy polskojęzyczny dziennik żydowski na ziemiach polskich wydawany od 9 lipca 1918. Powstał z inicjatywy Ozjasza Thona. Wśród założycieli był Zygmunt Ellenberg, pierwszy redaktor. Od 1921 do 1924 redaktorem naczelnym był Ignacy Schwarzbart. W latach 1919–1920 i 1925–1934 redaktorem naczelnym był Wilhelm Berkelhammer. Z gazetą współpracowali: Ryszard Apte, Jecheskiel Lewin, Wilhelm Fallek, Wanda Kragen, Róża Melcerowa, Michał Ringel, Bernard Singer.
Pierwszą siedzibą redakcji i miejscem druku był Przywóz koło Morawskiej Ostrawy, skąd gazetę koleją przywożono do Galicji. Na początku stycznia 1919 z powodu decyzji Polskiej Komisji Likwidacyjnej musiano zaprzestać wydawania gazety. Wznowiono je w lutym 1919, jednak redakcja borykała się z licznymi problemami technicznymi związanymi z drukowaniem pisma w małych i przestarzałych drukarniach żydowskich. Od lutego 1920 redakcja pisma i własna drukarnia znajdowały się w wybudowanym na ten cel budynku przy ul. Orzeszkowej 7 w Krakowie. 15 maja 1923 dokonany został zamach bombowy na siedzibę gazety. W wyniku eksplozji budynek redakcji znacznie ucierpiał, ale nikt nie stracił życia, ani nie odniósł poważniejszych obrażeń. Zamachowcy nie zostali ujęci. W tym czasie w Krakowie doszło też do wybuchu bomb w domu rektora UJ Władysława Natansona i w hotelu Kellera na Kazimierzu.
W 1937 wprowadzono na rynek wydanie popołudniowe. Oprócz spraw lokalnych i ogólnopolskich, wiele miejsca poświęcano problematyce palestyńskiej i diasporze żydowskiej, zamieszczano regularnie doniesienia z Jerozolimy, Tel Awiwu, Wiednia, Paryża i Londynu, gdzie redakcja miała stałych korespondentów.
„Nowy Dziennik” zawierał liczne dodatki wyodrębnione własnymi winietami i oddzielną numeracją, zastępowały one specjalistyczne czasopisma np. „Głos Kobiety Żydowskiej” (od 1926), „Lekarz Domowy”, „Literatura i Sztuka” czy „Przegląd Filmowy” (1927–1937).
Gazeta była bardzo popularna w środowiskach zasymilowanych rodzin o nastawieniu syjonistycznym.
Ostatni numer ukazał się po wybuchu II wojny światowej 2 września 1939, a redaktorem gazety do tego czasu był Mojżesz Kanfer.